# Giannina Facio
Giannina Facio, née le 10 septembre 1955 à San José, est une actrice productrice costaricaine. Elle est apparue notamment dans les films de son mari, le réalisateur et producteur britannique Ridley Scott, comme Gladiator ou Hannibal. Ainsi, elle est parfois créditée Giannina Scott dans les génériques.

## Biographie
Giannina Facio Franco est la fille de Gonzalo Facio Segreda (en), avocat diplomate costaricien notamment au Guatemala, et d'Ana Franco Calzia.
Elle débute comme actrice au milieu des années 1980. Après un épisode de la série télévisée américaine Deux Flics à Miami, elle tourne plusieurs films italiens.
Elle collabore pour la première fois avec Ridley Scott dans la série Les Prédateurs en 1999. Elle tient ensuite un petit rôle dans Gladiator l'année suivante. Dès lors, elle apparait dans quasiment tous les films de son compagnon jusqu'à Exodus: Gods and Kings (2014), avec quelques exceptions comme American Gangster (2007) et Seul sur Mars (2015). Entre-temps, elle participe à la production de certains films.

### Vie privée
- Elle épouse le cinéaste britannique Ridley Scott en juin 2015[1]. Ils étaient en couple depuis 2000[2].[Ce passage est incohérent]

## Filmographie
Sauf indication contraire, les informations mentionnées dans cette section peuvent être confirmées par la base de données cinématographiques IMDb,  présente dans la section « Liens externes ».

### Productrice
- 2003 : Les Associés (Matchstick Men) de Ridley Scott (coproductrice)
- 2006 : Tristan et Yseult (Tristan & Isolde) de Kevin Reynolds
- 2015 : Seul contre tous (Concussion) de Peter Landesman
- 2017 : The Secret Man: Mark Felt (Mark Felt: The Man Who Brought Down the White House) de Peter Landesman

### Actrice
- 1984 : Poppers de José María Castellví : Lola
- 1985 : Deux Flics à Miami (Miami Vice) - saison 2, épisode 1 : un mannequin
- 1990 : Delta Force Commando II: Priority Red One de Pierluigi Ciriaci : Juna
- 1990 : Nel giardino delle rose de Luciano Martino
- 1990 : Vacanze di Natale '90 d'Enrico Oldoini
- 1991 : Detective Extralarge - 1 épisode : une secrétaire
- 1991 : L'odissea (TV) de Giuseppe Recchia : Hélène
- 1991 : I tre moschettieri (TV) de Giuseppe Recchia : la suora
- 1992 : Nessuno mi crede d'Anna Carlucci : Mai
- 1993 : Torta di mele d'Anna Carlucci :
- 1996 : Il cielo è sempre più blu d'Antonello Grimaldi :
- 1997 : Des jours et des vies (Days of our Lives) - 6 épisodes : Petra Viviano
- 1997 : No se puede tener todo de Jesús Garay : Marga
- 1998 : Spanish Fly de Daphna Kastner : l'un des rencards d'Antonio
- 1999 : Les Prédateurs (The Hunger) - 1 épisode : Vivica Linders
- 2000 : Gladiator de Ridley Scott : la femme de Maximus
- 2001 : Hannibal de Ridley Scott : la femme s'occupant des empreintes pour Mason Verger
- 2001 : La Chute du faucon noir (Black Hawk Down) de Ridley Scott : Stephanie Shughart (non créditée)
- 2003 : Les Associés (Matchstick Men) de Ridley Scott : une employée de banque
- 2005 : Kingdom of Heaven de Ridley Scott : la sœur de Saladin
- 2006 : Une grande année (A Good Year) de Ridley Scott : une employée de l'hôtel
- 2008 : Mensonges d'État (Body of Lies) de Ridley Scott : la femme d'Ed Hoffman
- 2010 : Robin des Bois (Robin Hood) de Ridley Scott : une dame d'honneur
- 2012 : Prometheus de Ridley Scott : la mère d'Elizabeth Shaw
- 2013 : Cartel (The Counselor) de Ridley Scott : la femme avec le téléphone portable
- 2014 : Exodus: Gods and Kings de Ridley Scott : la sœur de Jethro